# SIGCOMM Award
«SIGCOMM Award» — нагорода, якою відзначають внесок, зроблений протягом усього життя, в галузі телекомунікацій і мереж.
Нагорода вручається на щорічній технічній конференції SIGCOMM.

## Лауреати
Список нагороджених:
- 2013 Ларрі Петерсон англ. Larry Peterson
- 2012 Нік МакКівн[en]
- 2011 Верн Пексон[en]
- 2010 Радіа Перлман
- 2009 Джон Кровкрофт[en]
- 2008 Дон Товслі[en]
- 2007 Салі Флойд[en]
- 2006 Домініко Ферарі англ. Domenico Ferrari
- 2005 Пол Мокапетрис[en]
- 2004 Саймон Лем[en]
- 2003 Девід Черітон[en]
- 2002 Скот Шенкер[en]
- 2001 Ван Якобсон
- 2000 Андре Дентін[en]
- 1999 Пітер Кірштейн[en]
- 1998 Ларі Робертс[en]
- 1997 Джон Постел
- 1997 Луї Пузен[en]
- 1996 Вінтон Серф
- 1995 Девід Фарбер[en]
- 1994 Пол Грін[en]
- 1993 Роберт Елліот Кан
- 1992 Александер Фрейзер
- 1991 Х'юберт Цимерман[en]
- 1990 Девід Кларк
- 1990 Леонард Кляйнрок
- 1989 Пол Берен